# Jean-Maurice Ripert
Jean-Maurice Ripert (22 de junho de 1953) é um diplomata francês. 
Filho do economista e diplomata Jean Ripert, entrou na carreira diplomática em 1980. Foi conselheiro de vários governos socialistas, entre eles os de Michel Rocard e Lionel Jospin.

## Biografia
Formou-se no Instituto de Estudos Políticos de Paris e na ENA (Escola Nacional de Administração), promoção Voltaire, em 1980.
- Em 1 de junho de 1980 foi nomeado para o Ministério das Relações Exteriores.
- De abril de 1983 a janeiro de 1984, trabalhou no escritório do Ministro Delegado para Cooperação e Desenvolvimento, Christian Nucci.
- De fevereiro a dezembro de 1984 foi assessor técnico do gabinete do ministro de Assuntos Europeus, Roland Dumas.
- Em dezembro de 1984 e de janeiro de 1985 a março de 1986 foi assessor técnico no escritório do ministro das Relações Exteriores, Roland Dumas.
- De 1986 a 1987, foi primeiro secretário da embaixada francesa em Washington, segundo conselheiro no mesmo cargo de 1987 a 1988.
- De 1988 a 1990, foi encarregado do escritório do primeiro-ministro Michel Rocard, então consultor técnico (em 1990) e consultor diplomático (em 1991) nessa mesma posição.
- De 1991 a 1992 foi diretor do gabinete do secretário de Estado para Ação Humanitária, Bernard Kouchner.
- De 1992 a 1993 foi assessor do Ministro da Saúde e Ação Humanitária.
- De 1993 a 1996 foi cônsul geral em Los Angeles.
- De 1996 a 1997 foi Diretor Adjunto (Assuntos Políticos e Segurança) nas Nações Unidas.
- De 1997 a 2000 foi colocado à disposição do gabinete do Primeiro Ministro Lionel Jospin (como Conselheiro Diplomático).
- De julho de 2000 a setembro de 2003 foi embaixador da França na Grécia.
- Em setembro de 2003, na administração central, foi diretor das Nações Unidas e organizações internacionais,
- De 2005 a 2007 foi o representante permanente da França nas Nações Unidas em Genebra.
- De 2007 a 2009, ele é representante permanente da França nas Nações Unidas em Nova Iorque.
- Em 24 de junho de 2009 foi nomeado enviado especial da ONU para assistência ao Paquistão.
- Em 3 de agosto de 2011 foi nomeado chefe da delegação da União Europeia para a Turquia em Ancara.
- Em 29 de outubro de 2013 foi nomeado embaixador da França na Federação Russa.
- Em 12 de julho de 2017 assumiu o cargo de embaixador da França na China.